# Maxxxwell Carlisle
Maxxxwell Carlisle (* 1983) ist ein US-amerikanischer Gitarrist und Bodybuilder. Eigenen Angaben zufolge trägt er kein Pseudonym, sondern seinen tatsächlichen Geburtsnamen.

## Leben

### Musik
Carlisle wuchs in Woodinville auf, einer Kleinstadt im King County (US-Bundesstaat Washington), die Teil der Metropolregion Seattle ist. Sein Vater spielte selbst Gitarre, wenn auch eher in Richtung Folk, und seine Eltern ermunterten ihn im Alter von 8 Jahren, selbst ein Instrument zu erlernen. Seine Eltern suchten für ihn die Violine aus. Mit 14 Jahren fing er mit dem Gitarrenspiel an. Ausgangspunkt für sein Interesse war eine Schlüsselszene in dem Film Crossroads, die er als Kind gesehen hatte. Darin wird Steve Vai in einem Gitarrenduell als Shredder gezeigt. Als Einflüsse auf sein Spiel nennt er u. a. Chris Impellitteri, Michael Angelo Batio, Tony MacAlpine, Luca Turilli, Paul Gilbert und Yngwie Malmsteen.
Seine erste Gruppe „Graceful Chaos“ gründete er als Teenager zu Schulzeiten. Obwohl zu dieser Zeit Grunge populär war, bewegte sich Band in den Bereichen Hard Rock und Classic Metal. Im Jahr 2007 zog Carlisle nach Los Angeles. Ein Jahr später veröffentlichte er sein Solodebüt Ramming Speed (2008), dem zwei Jahre später das reine Instrumentalalbum Speed Force folgte. Es folgte zwischenzeitlich eine Episode als Tourmusiker für Neil Turbin, mit dem Anthrax ihr erstes Demo aufnahmen.
Im Jahr 2013 wurde Carlisle Gitarrist der Power-Metal-Band Hellion, mit der er 2014 je ein Album und eine EP veröffentlichte. Darüber hinaus zeigte er sich weiterhin als Solokünstler aktiv und brachte ebenfalls 2014 seine Single Visions of Speed and Thunder auf den Markt, der ein Jahr später das über das deutsche Label Killer Metal Records das gleichnamige Kompilationsalbum folgte.
Im Januar 2017 wurde sein Einstieg bei der Nu-Metal-Band Society 1 verkündet. Er selbst bezeichnete das als guten Schritt, um sich als Musiker, der weiterhin bei Hellion aktiv sein wollte, selbst zu verwirklichen.
Darüber hinaus ist Carlisle auch als Gastmusiker für andere Künstler aktiv, so beispielsweise 2009 für Michael Angelo Batio auf dessen Album Hands Without Shadows Part 2 – Voices oder 2016 als Leadgitarrist für Chris Violence, der via Bandcamp das Album The Raven: a Thrash Metal Opera veröffentlichte.

### Bodybuilding
Carlisle hat Ende der 1990er Jahre, noch während seiner Schulzeit, mit Bodybuilding angefangen. Ein Freund aus dem Fitnessstudio motivierte ihn ein paar Jahre später, an einem Bodybuilder-Wettbewerb teilzunehmen. Bis Ende 2014 nahm er an über 25 Wettbewerben teil, darunter zweimal auch den US-Meisterschaften.
Nach Eigenaussage hat der Muskelaufbau ebenso wenig einen Einfluss auf sein Gitarrespiel wie das Heben schwerer Gewichte. Er achte lediglich darauf, dass seine Hände keinen Belastungen – etwa wie beim Boxen – ausgesetzt werden.

### Journalismus
Maxxxwell Carlisle ist im September 2015 Gastgeber einer wöchentlichen Radiosendung bei Metal Express Radio geworden. Zusätzlich veröffentlicht er bei dem US-Musikmedium seit November 2015 als regelmäßiger Autor vor allem Albumkritiken.

## Trivia
Im Interview mit Guitar World berichtete Carlisle, dass er das, was er musikalisch mache, sehr ernst nehme – auch wenn das bei einem Bodybuilder mit einem Mohawk auf den ersten Blick nicht zu vermuten sei. Im Gegenzug nehme er sich selbst jedoch nicht allzu ernst und könne über sich selbst lachen. Als Beispiel führte er ein Bild an, auf dem er ein Schild mit der Aufschrift „DragonForce Sucks!“ (deutsch sinngemäß „DragonForce stinkt“) hochhalte, während ihn Herman Li augenscheinlich würge.

## Diskografie

### Solo
- 2008: Ramming Speed  (Album, Power Dungeon Music)
- 2009: Duet for Electric Guitar and Electric Cello in A minor (Album, Power Dungeon Music)
- 2010: Speed Force (Album, Power Dungeon Music)
- 2012: Visions of Victory (EP, Power Dungeon Music)
- 2013: Full Metal Thunder (EP, Power Dungeon Music)
- 2014: Visions of Speed and Thunder (Single, Power Dungeon Music)
- 2015: Visions of Speed and Thunder (Album, Killer Metal Records, Power Dungeon Music)
- 2015: Like Hell (Single, Power Dungeon Music)
- 2015: Black Widow (Single, Power Dungeon Music)
- 2016: Queen of the Reich (Single, Power Dungeon Music)

### Graceful Chaos
- 2001: Wall of Thunder (EP, JerkBeast Records)
- 2003: The Right to Rock (Album, Wellington Records)

### Hellion
- 2014: To Hellion and Back (Album, New Renaissance Records, Cherry Red Records)
- 2014: Karma’s a Bitch (EP, New Renaissance Records, Cherry Red Records)

### Raptor Command
- 2016: Elon: Champion for Humanity (Single, Power Dungeon Music)
- 2017: Fusion Reactor (In The Sky) (Single, Power Dungeon Music)

### Als Gastmusiker
- 2009: Michael Angelo Batio – Hands Without Shadows Part 2 – Voices (Album, M.A.C.E. Music)
- 2013: Michael Angelo Batio – Intermezzo  (Album, M.A.C.E. Music)
- 2015: Lords of the Trident – re:Quests (EP, Junko Johnson)
- 2016: Chris Violence – The Raven: a Thrash Metal Opera (Bandcamp)[8]